# Tapaje
Tapaje je rijeka koja teče kroz Kolumbiju. Ulijeva se u Tihi ocean.
Akvarel Manuela Maríe Paza (1820−1902) iz 1853. prikazuje tri Indijanca uz rijeku Tapaje, smještenu u tadašnjoj provinciji Barbacoas: dječaka koji oblikuje glinenu posudu, dječaka koji drži komercijalno proizvedenu glinenu bocu i odraslu ženu držeći veslo.
Godine 2007., afro-kolumbijski aktivisti za ljudska prava zatražili su pomoć i zaštitu za "afro-kolumbijske zajednice u rijeci Tapaje" zbog "nedavnih borbenih operacija između kolumbijskih pomorskih snaga Pacifika, paravojnih postrojbi i Revolucionarnih oružanih snaga Kolumbije (FARC)." "Nekoliko stotina obitelji je raseljeno", a preko 7.200 ljudi je pobjeglo u El Charco, "mali lučki grad" smješten "na ušću rijeke Tapaje", prema na izvješće Visokog povjerenika Ujedinjenih naroda za izbjeglice.